# 타르타르 소스

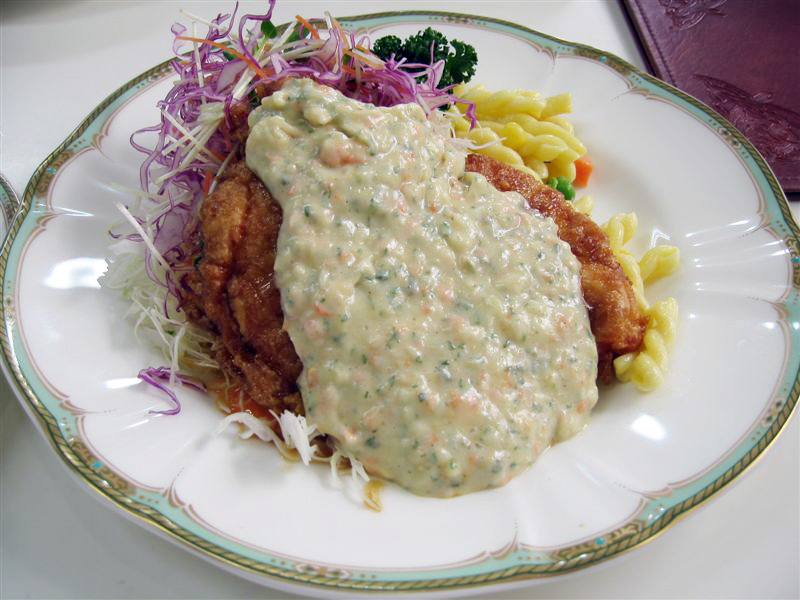
타르타르 소스를 얹은 닭고기 요리.

타르타르 소스(영어: tartar sauce)는 마요네즈를 기본으로 한 소스의 일종이다.
마요네즈에 잘게 썬 양파, 오이 피클, 케이퍼, 파슬리, 골파 등의 채소와, 잘게 썬 삶은 달걀 등을 섞은 흰색의 진한 소스이다. 올리브, 양고추냉이, 머스타드나 식초를 가미하기도 한다.
피시 앤드 칩스, 새우 튀김, 굴 튀김 등 해물류의 튀김 요리에 함께 내는 경우가 많다.
지방성분이 많은 마요네즈를 기본으로 하면서도 신맛이나 매운맛을 내는 다양한 재료들을 섞어 만들기 때문에 치킨 등 튀김류에도 잘 어울린다.

## 어원
프랑스의 타르타르 스테이크에서 유래했다는 설이 있으며, 양념과 잘게 썬 채소 등 주재료가 유사하다.
와인을 만들 때 생기는 부산물인 주석산 수소 칼륨과 영어 이름이 비슷하지만, 이는 중세 서아시아에서 주석산 수소 칼륨을 타르타르로 불렀던 것에서 유래했기 때문에, 타르타르 소스와는 관계가 없다.

## 구성
타르타르 소스는 마요네즈 또는 아이올리를 기반으로 하며, 특정 다른 재료를 추가한다. 영국에서 레시피는 일반적으로 케이퍼, 거킨(gherkin, 작은 오이를 사용한 피클), 레몬 주스 및 딜을 기본으로 추가한다. 미국 레시피에는 다진 딜 피클, 양파(또는 차이브), 신선한 파슬리가 포함될 수 있다. 때로는 삶은 달걀이나 올리브를 다진 것을 추가하기도 하고, 디종 머스터드와 칵테일 양파를 넣기도 한다. 헝가리식 변형에는 다른 핵심 재료 외에도 사워크림(또는 크림), 가루 설탕, 흰 후추, 화이트 와인 등이 들어가기도 한다.

## 같이 보기
- 딥
- 레물라드
- 스테이크 타르타르
- 타라토르